# Oracle Park
Oracle Park is het honkbalstadion van de San Francisco Giants uitkomend in de Major League Baseball.
Oracle Park opende zijn deuren op 31 maart 2000 onder de naam Pacific Bell Park. In 2004 werd de naam van het stadium veranderd in SBC Park naar het telecommunicatiebedrijf SBC Communications. Nadat dit bedrijf een deel van het AT&T concern overnam, inclusief de naam, werd het stadion in 2006 omgedoopt tot AT&T Park. Op 10 januari 2019 werd de naam gewijzigd in Oracle Park, nadat softwarebedrijf Oracle Corporation de naamrechten had verworven.
Het stadion staat in de stad San Francisco in de staat Californië. De jaarlijkse Major League Baseball All-Star Game werd in 2007 in het stadion gehouden. In 2013 werden de finalewedstrijden (halve- en finale) van de derde editie van de World Baseball Classic in het stadion gespeeld.

## Feiten
- Geopend: 31 maart 2000
- Ondergrond: Poa Pratensis (Kentucky Bluegrass)
- Constructiekosten: 357 miljoen US $
- Architect: Populous (voorheen HOK Sport)
- Technieken: Thornton Tomasetti
- Capaciteit: 41.915
- Adres: Oracle Park, 24 Willie Mays Plaza, San Francisco, CA 94107 (U.S.A.)

## Veldafmetingen honkbal
- Left Field Line: 339 feet (103,3 meter)
- Left Field: 364 feet (110,9 meter)
- Left Center Field: 404 feet (123,1 meter)
- Center Field: 399 feet (121,6 meter)
- Right Center Field: 421 feet (128,3 meter)
- Right Field: 365 feet (111,2 meter)
- Right Field Line: 309 feet (94,2 meter)